# Yunus-Emre-Institut

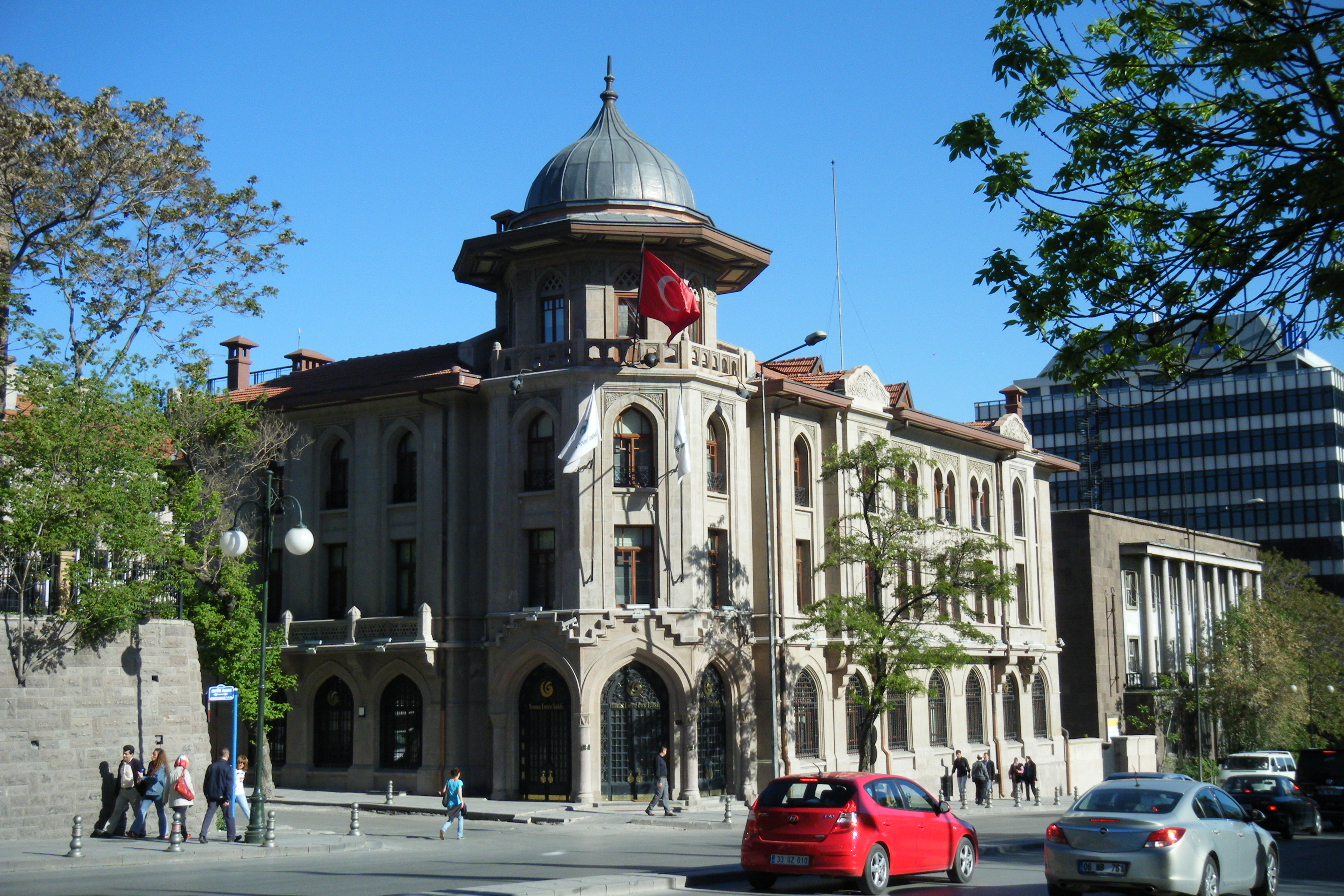
Institutsgebäude in Ankara

Das Yunus-Emre-Institut ist eine 2007 gegründete türkische Organisation mit Sitz in Ankara zur Förderung der türkischen Sprache und Kultur im Ausland. Derzeitiger Leiter des Instituts ist Şeref Ateş.
Namensgeber ist der anatolische Dichter und Mystiker Yunus Emre. Bis Mitte 2014 haben mehr als 50.000 Ausländer die Programme in Anspruch genommen. Damit nimmt das Yunus-Emre-Institut eine ähnliche Aufgabe wahr wie das Goethe-Institut für Deutschland. Diese Idee von einem türkischen Modell wurde von dem damaligen Leiter des TDK Ahmet Ercilasun im Jahr 2000 artikuliert. 2007 wurde das Vorhaben mit Gründung der Yunus-Emre-Stiftung (Gesetz Nr. 5653) realisiert. Der 2007 ins Amt gewählte Präsident Abdullah Gül ist Gründungsmitglied und Ehrenvorsitzender der Stiftung.
Kritik rief 2014 die Ernennung von Hayati Develi zum Vorsitzenden des Instituts hervor, der gemäß der Zeitung Cumhuriyet in seinen Büchern durch feindliche Aussagen gegenüber der religiösen Minderheit der Aleviten wie “schlechte Gebete machende Kizilbasch – möge Allah sie bis zum jüngsten Tag verachtenswert und elend machen” aufgefallen ist. Der Berater im Yunus Emre-Institut, Onur Bilge Kula, trat von seinem Posten zurück, weil er seinen Namen nicht in einer Reihe mit Develi sehen wollte.

## Kulturzentren
Das Institut eröffnete zur Verwirklichung seiner Ziele in verschiedenen Ländern türkische Kulturzentren als seine Außenstellen. 
Es gibt weltweit 43 Kulturzentren im Ausland. In verschiedenen Kursen und Seminaren werden dort Türkisch-Kurse angeboten. In verschiedenen Tätigkeiten wie Symposien, Konferenzen und Podiumsdiskussionen treffen Prominente aus Kunst, Kultur und Wissenschaft auf Interessierte. Das Institut ist im deutschsprachigen Raum mit drei Kulturzentren in Berlin (seit 2012), Köln (seit 2014) und Wien (seit 2015) vertreten.

## Liste der Kulturzentren
- Afghanistan: Kabul
- Ägypten: Alexandria
- Ägypten: Kairo
- Albanien: Shkodra
- Albanien: Tirana
- Algerien: Algier
- Aserbaidschan: Baku
- Belgien: Brüssel
- Bosnien und Herzegowina: Fojnica
- Bosnien und Herzegowina: Mostar
- Bosnien und Herzegowina: Sarajevo
- Deutschland: Berlin
- Deutschland: Köln
- Frankreich: Paris
- Georgien: Tiflis
- Iran: Teheran
- Italien: Rom
- Japan: Tokio
- Jordanien: Amman
- Kasachstan: Astana
- Katar: Doha
- Kosovo: Peć
- Kosovo: Pristina
- Kosovo: Prizren
- Kroatien: Zagreb
- Libanon: Beirut
- Malaysia: Kuala Lumpur
- Marokko: Rabat
- Nordmazedonien: Skopje
- Moldawien: Comrat
- Montenegro: Podgorica
- Niederlande: Amsterdam
- Nordzypern: Nikosia
- Österreich: Wien
- Polen: Warschau
- Rumänien: Bukarest
- Rumänien: Constanța
- Russland: Kasan
- Serbien: Belgrad
- Südafrika: Pretoria
- Sudan: Khartum
- Ungarn: Budapest
- Vereinigtes Königreich: London

## Wesentliche Tätigkeitsbereiche
Der Schwerpunkt des Instituts ist die türkische Sprache. Es ermöglicht analog zum europäischen Sprachenportfolio das Erlernen der Sprache mit modernsten Möglichkeiten in speziell ausgestatteten Klassen und durch qualifizierte Lehrkräfte. Die vom Institut durchgeführte Kompetenzprüfung in türkischer Sprache ist ein international gültiges Prüfungssystem, das an Universitäten in der Türkei anerkannt wird.
Mit den Kursangeboten auf dem Gebiet der Kultur wird beabsichtigt, der Öffentlichkeit die türkische Kultur und Kunst näherzubringen. Das Institut bietet mit Arbeitsräumen und Bibliotheken in den Kulturzentren, deren Bestand von Experten bestimmt wird, Forschern und Wissenschaftlern einen breiten Service an. Des Weiteren wird durch Zertifikatsprogramme und Fortbildungen die Ausbildung von qualifizierten Akademikern und Forschern im Bereich der türkischen Sprache, Geschichte, Kultur und Kunst unterstützt.
Bei Konzerten, Ausstellungen, Veranstaltungen, Podiumsdiskussionen, Interviews und Messen stellt das Institut den Kulturschatz der Türkei vor. Im Rahmen von Kooperationsvereinbarungen bieten die türkischen Kulturzentren denjenigen, die eine Ausbildung oder ein Studium in der Türkei anstreben, Beratungsdienste an.